# Âme debout
Albums de Catherine Ribeiro + Alpes
N°2 Paix
Âme debout est un album studio de Catherine Ribeiro + Alpes, sorti en 1971.

## Commentaire
Continuant dans la veine de l'album précédent, cet album contient le populaire  Âme debout, la délicate mélodie  Le Train pour Diborowska, l'envolée cosmique (qui annonce Paix) d'Alpes 1, les expérimentations vocales de Catherine Ribeiro dont les cris ponctuent Alpes 2 et Aria populaire repris sur de nombreux autres disques.

## Liste des titres
Tous les textes sont écrits par Catherine Ribeiro et mis en musique par Patrice Moullet

### Face A
1. Âme debout – 7:54
2. Diborowska – 3:39
3. Alpes 1 – 5:46
4. Alpes 2 – 6:22

### Face B
1. Alpilles – 1:25
2. Aria populaire – 2:09
3. Le Kleenex, le Drap de lit et l'Étendard – 3:28
4. Dingue – 4:36

## Musiciens
- Catherine Ribeiro : chant
- Patrice Moullet : cosmophone, guitare acoustique
- Claude Thiebault : percussions (percuphone)
- Patrice Lemoine : orgue
- Jean-Sébastien Lemoine : basse